# Conde de Kildare
Conde de Kildare es un título nobiliario irlandés. El décimo Duque fue inculpado por un crimen por decreto parlamentario y sin juicio, y perdió sus honores en 1537. En 1569, el individuo que debía ser Duque pero que por el decreto no lo era; fue restituido en el ducado original. El segundo ducado se extinguió en 1599. El vigésimo Duque fue creado Marqués de Kildare en 1761, y Duque de Leinster en 1766.

## Condes de Kildare, Primera Creación (1316)
- John FitzThomas FitzGerald, I conde de Kildare (1250-1316)
- Thomas FitzJohn FitzGerald, II conde de Kildare (d. 1328)
- Richard FitzThomas FitzGerald, III conde de Kildare (1317-1329)
- Maurice FitzThomas FitzGerald, IV conde de Kildare (1318-1390)
- Gerald FitzMaurice FitzGerald, V conde de Kildare (d. 1410)
- John FitzGerald, VI conde de Kildare (d. 1427)
- Thomas FitzGerald, VII conde de Kildare (d. 1477)
- Gerald Fitzgerald, VIII conde de Kildare (c. 1456-1513)
- Gerald FitzGerald, IX conde de Kildare (1487-1534)
- Thomas FitzGerald, X conde de Kildare (d. 1537) (revocado en 1537)
- Gerald FitzGerald, XI conde de Kildare (1525-1585) (restituido en 1569)
- Henry FitzGerald, XII conde de Kildare (1562-1597)
- William FitzGerald, XIII conde de Kildare (d. 1599)
- Gerald FitzGerald, XIV conde de Kildare (d. 1612)
- Gerald FitzGerald, XV conde de Kildare (1611-1620)
- George FitzGerald, XVI conde de Kildare (1612-1660)
- Wentworth FitzGerald, XVII conde de Kildare (1634-1664)
- John FitzGerald, XVIII conde de Kildare (1661-1707)
- Robert FitzGerald, XIX conde de Kildare (1675-1744)
- James FitzGerald, XX conde of Kildare (1722-1773)
- Ver Duque de Leinster para más detalles de los Conde de Kildare.

## Condes de Kildare, Segunda Creación (1554)
- Gerald FitzGerald, XI conde de Kildare (1525-1585)
- Henry FitzGerald, XII conde de Kildare (1562-1597)
- William FitzGerald, XIII conde de Kildare (1563-1599)

- Datos: Q1277326
- Multimedia: Earls of Kildare / Q1277326